# 原蹄獸
原蹄獸（Phenacodus）是已滅絕的哺乳動物，生存於5500萬年前的晚古新世至中始新世。牠們是最古老及最原始的有蹄動物之一，是偽齒獸科及踝節目的代表。

## 描述

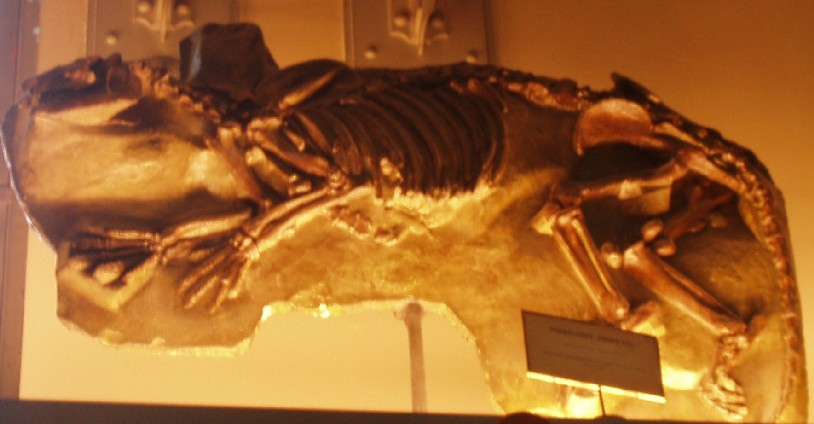
原蹄獸的骨骼。

原蹄獸的模式種Phenacodus primaevus是相對細小及較輕盈的有蹄動物，腳上有五趾，像現今的貘般是趾行的。中趾最大，連同毗連的二趾承托著身體大部份的重量。這三趾有蹄，呈現了奇蹄目及一些已滅絕的有蹄類的三趾型。牠的頭顱骨細小，腦部更為細小。牠的拱背、強壯的腰椎、長而有力的尾巴及相對柔弱的前部都顯示牠是原始食肉目的親屬。所有的肢骨都是分離的，腕骨及踝骨並非交替的，即上排是直接的位於下排之上。整套44顆牙齒都發展良好，而上臼齒有6個較短的齒冠，或稱為低冠齒型，兩個在內，兩個在中，兩個在外，是標準的原始丘狀齒結構。原蹄獸是適合行走及草食性，亦有可能是肉食性的。

## 演化
在早古新世的北美洲，原蹄獸生活的地方原是由四尖獸所居住，牠們的肢端關節介乎於蹄及爪之間，身體重量是以第一及第五趾所支撐。這兩類都被認為是馬演化的早期階段，緊接的是始祖馬。